# Finse basketbalbeker
De Finse basketbalbeker (Fins: Koripallon Suomen Cup) is het jaarlijkse Finse bekertoernooi georganiseerd sinds 1968. KTP-Basket is recordkampioen met negen eindzeges.

## Geschiedenis
De competitie wordt georganiseerd sinds 1968 maar werd niet georganiseerd van 2014 tot 2018. Tapiolan Honka werd in 1968 als eerste kampioen.

## Erelijst
| Jaar      | Winnaar                   | Score              | Finalist                  |
| --------- | ------------------------- | ------------------ | ------------------------- |
| 1968      | Tapiolan Honka            |                    |                           |
| 1969      | Tampereen Pyrintö         |                    |                           |
| 1970      | Helsingin Kisa-Toverit    |                    |                           |
| 1971      | Tapiolan Honka            |                    |                           |
| 1972      | Turun NMKY                |                    |                           |
| 1973      | Honka Playboys            |                    |                           |
| 1974      | Honka Playboys            |                    |                           |
| 1975      | Honka Playboys            |                    |                           |
| 1976      | Turun NMKY                |                    |                           |
| 1977      | Honka Playboys            |                    |                           |
| 1978      | KTP-Basket                |                    |                           |
| 1979      | Peli-Karhut               |                    |                           |
| 1980      | Torpan Pojat              |                    |                           |
| 1981      | Pantterit                 | 193-183            | Turun NMKY                |
| 1982      | Turun NMKY                | 201-175            | Helsingin NMKY            |
| 1983      | KTP-Basket                | 162-148            | Pantterit                 |
| 1984      | KTP-Basket                | 144-129            | Pantterit                 |
| 1985      | KTP-Basket                | 78-65              | Helsingin NMKY            |
| 1986      | Uudenkaupungin Urheilijat | 180-176            | KTP-Basket                |
| 1987      | KTP-Basket                | 169-168            | Uudenkaupungin Urheilijat |
| 1988      | Uudenkaupungin Urheilijat | 171-169            | KTP-Basket                |
| 1989      | Lahden NMKY               | 74-73              | Helsingin NMKY            |
| 1990      | KTP-Basket                | 78-72              | Helsingin NMKY            |
| 1991      | Pantterit                 | 85-60              | Torpan Pojat              |
| 1992      | Torpan Pojat              | 92-81              | KTP-Basket                |
| 1993      | KTP-Basket                | 89-84              | Forssan Koripojat         |
| 1994      | Lahden NMKY               | 90-89              | KTP-Basket                |
| 1995      | Pantterit                 | 89-88              | Uudenkaupungin Korihait   |
| 1996      | Torpan Pojat              | 81-77              | Tapiolan Honka            |
| 1997      | Torpan Pojat              | 71-67              | Kouvot                    |
| 1998      | Kouvot                    | 57-50              | Torpan Pojat              |
| 1999      | Turun Piiloset            | 105-94             | Espoon Honka              |
| 2000      | Namika Lahti              | 96-75              | Tampereen Pyrintö         |
| 2001      | Espoon Honka              | 83-73              | Kouvolan Kouvot           |
| 2002      | Joensuun Kataja           | 102-76             | Salon Vilpas              |
| 2003      | KTP-Basket                | 88-65              | Kouvot                    |
| 2004      | KTP-Basket                | 104-96             | Namika Lahti              |
| 2005      | Lappeenrannan NMKY        | 88-58              | Joensuun Kataja           |
| 2006      | Lappeenrannan NMKY        | 78-70              | Espoon Honka              |
| 2007      | Lappeenrannan NMKY        | 74-56              | Kouvot                    |
| 2008      | Lappeenrannan NMKY        | 98-83              | Torpan Pojat              |
| 2009      | Espoon Honka              | 101-83             | Tampereen Pyrintö         |
| 2010      |                           |                    |                           |
| 2011      | Joensuun Kataja           | 95-88              | Torpan Pojat              |
| 2012      | Joensuun Kataja           | 78-68              | Tampereen Pyrintö         |
| 2013      | Tampereen Pyrintö         | 78-73              | Bisons Loimaa             |
| 2014-2018 | Niet georganiseerd        | Niet georganiseerd | Niet georganiseerd        |
| 2019      | Salon Vilpas              | 106-93             | Tampereen Pyrintö         |
| 2020      | Helsinki Seagulls         | 94-93              | Salon Vilpas              |
| 2021      | Helsinki Seagulls         | 97-95              | Tampereen Pyrintö         |
| 2022      | Helsinki Seagulls         | 101-94             | Salon Vilpas              |
| 2023      | Joensuun Kataja           | 86-84              | Helsinki Seagulls         |
| 2024      | Helsinki Seagulls         | 83-76              | BC Nokia                  |

## Ranglijst
| Aantal | Club                      | Jaren                                                |
| ------ | ------------------------- | ---------------------------------------------------- |
| 9      | KTP-Basket                | 1978, 1983, 1984, 1985, 1987, 1990, 1993, 2003, 2004 |
| 6      | Tapiolan Honka            | 1968, 1971, 1973, 1974, 1975, 1977                   |
| 4      | Torpan Pojat              | 1980, 1992, 1996, 1997                               |
| 4      | Turun NMKY                | 1972, 1976, 1982, 1999                               |
| 4      | Lappeenrannan NMKY        | 2005, 2006, 2007, 2008                               |
| 4      | Joensuun Kataja           | 2002, 2011, 2012, 2023                               |
| 4      | Helsinki Seagulls         | 2020, 2021, 2022, 2024                               |
| 3      | Pantterit                 | 1981, 1991, 1995                                     |
| 3      | Namika Lahti              | 1989, 1994, 2000                                     |
| 2      | Uudenkaupungin Urheilijat | 1986, 1988                                           |
| 2      | Espoon Honka              | 2001, 2009                                           |
| 2      | Tampereen Pyrintö         | 1969, 2013                                           |
| 1      | Helsingin Kisa-Toverit    | 1970                                                 |
| 1      | Peli-Karhut               | 1979                                                 |
| 1      | Kouvot                    | 1998                                                 |
| 1      | Salon Vilpas              | 2019                                                 |